# Spring Prairie (Wisconsin)
Spring Prairie – miasto w Stanach Zjednoczonych, w stanie Wisconsin, w hrabstwie Walworth.